# Zestaw zmian
Zestaw zmian (ang. changeset) – grupa zmian w systemie kontroli wersji, traktowana jako jedna niepodzielna całość, będąca listą zmian pomiędzy następującymi po sobie wersjami w repozytorium.
W nowszych systemach kontroli wersji związany jest z pojęciem atomowego commitu, czyli zatwierdzenia całego zestawu zmian lub w przypadku przerwania zatwierdzania, odrzucenia zestawu zmian w całości. Takie podejście zapewnia integralność danych w repozytorium.